# Erica crassisepala
Erica crassisepala är en ljungväxtart som beskrevs av George Bentham. Erica crassisepala ingår i släktet klockljungssläktet, och familjen ljungväxter. Inga underarter finns listade i Catalogue of Life.